# Rajhradice
Rajhradice – wieś i gmina w Czechach, w powiecie Brno, w kraju południowomorawskim. Według danych z dnia 1 stycznia 2013 liczyła 1 317 mieszkańców.